# Biélorussie aux Jeux olympiques d'hiver de 2010
Cet article contient des informations sur la participation et les résultats de la Biélorussie aux Jeux olympiques d'hiver de 2010 à Vancouver au Canada. Elle était représentée par 50 athlètes.

## Cérémonies d'ouverture et de clôture

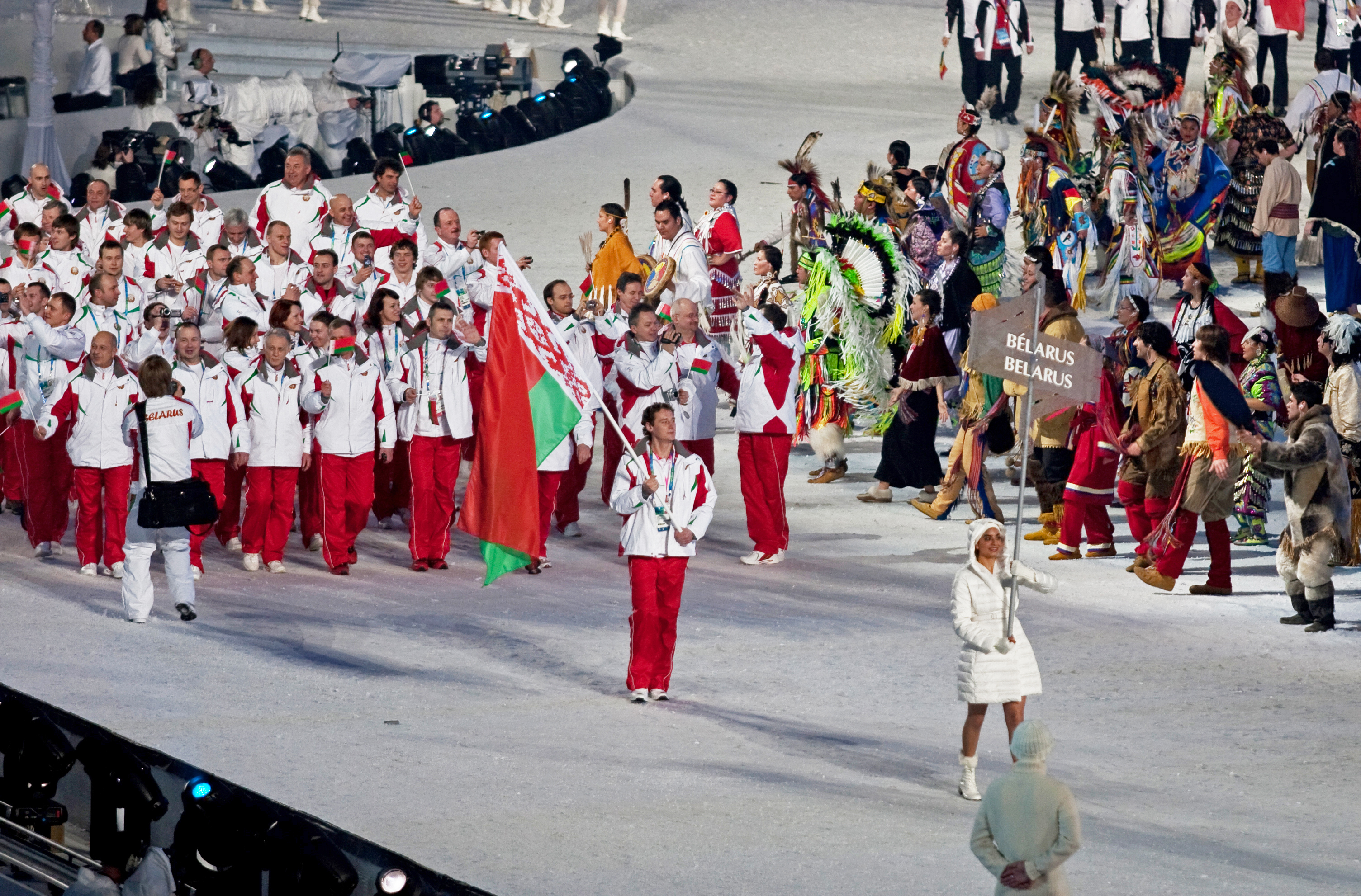
Entrée de la délégation biélorusse lors de la cérémonie d'ouverture.

Comme cela est de coutume, la Grèce, berceau des Jeux olympiques, ouvre le défilé des nations, tandis que le Canada, en tant que pays organisateur, ferme la marche. Les autres pays défilent par ordre alphabétique. La Biélorussie est la dixième des 82 délégations à entrer dans le BC Place Stadium de Vancouver au cours du défilé des nations durant la cérémonie d'ouverture, après l'Azerbaïdjan et avant la Belgique. Cette cérémonie est dédiée au lugeur géorgien Nodar Kumaritashvili, mort la veille après une sortie de piste durant un entraînement. Le porte-drapeau du pays est le hockeyeur Aleh Antonenka.
Lors de la cérémonie de clôture qui se déroule également au BC Place Stadium, les porte-drapeaux des différentes délégations entrent ensemble dans le stade olympique et forment un cercle autour du chaudron abritant la flamme olympique. Le drapeau biélorusse est alors porté par le fondeur Leanid Karneyenka.

## Médailles

### Or
| Sport              | Discipline   | Sportifs       | Performance   |
| Médailles d'or : 1 |              |                |               |
| Ski acrobatique    | Sauts hommes | Alexei Grishin | 248.41 points |

### Argent
| Sport                  | Discipline              | Sportifs       | Performance   |
| Médailles d'Argent : 1 |                         |                |               |
| Biathlon               | 20 km individuel hommes | Sergeï Novikov | 48 min 32 s 0 |

### Bronze
| Sport                   | Discipline       | Sportifs         | Performance   |
| Médailles de Bronze : 1 |                  |                  |               |
| Biathlon                | 15 km individuel | Darya Domracheva | 41 min 21 s 0 |

## Engagés par sport

### Biathlon
Hommes
- Evgeny Abramenko
- Vladimir Miklashevski
- Siarhieï Novikaw
- Mikhail Semenov
- Aliaksandr Syman
- Roustam Valiouline

Femmes
- Lyudmila Ananko
- Daria Domratchawa
- Lyudmila Kalinchik
- Olga Kudryashova
- Olga Nazarova
- Nadezhda Skardino

### Hockey sur glace
Effectif
- Gardiens de but : Vitali Koval (Dinamo Minsk), Maksim Malioutsine (HK Vitebsk), Andreï Mezine (Dinamo Minsk).

- Défenseurs : Ouladzimir Dzianissaw (Dinamo Minsk), Andreï Karaw (Dinamo Minsk)[5], Siarheï Kolassaw (Griffins de Grand Rapids)[5], Viktar Kostioutchenok (HC Spartak Moscou), Aliaksandr Makritsky (Dinamo Minsk)[5], Rouslan Saleï (Avalanche du Colorado), Aliaksandr Radzinski (Dinamo Minsk)[5], Nikalaï Stassenko (Amour Khabarovsk).

- Attaquants : Aleh Antonenka[6] (Avtomobilist Iekaterinbourg), Siarheï Dziamahine (Neftekhimik Nijnekamsk), Aliakseï Kalioujny (HK Dinamo Moscou), Kanstantsin Kaltsow (Salavat Ioulaïev Oufa), Siarheï Kastsitsyne (Canadiens de Montréal), Aliaksandr Koulakow (Dinamo Minsk), Andreï Mikhalyow (Dinamo Minsk), Dmitri Melechko (Dinamo Minsk)[5], Andreï Stas (Dinamo Minsk), Aliakseï Ouharaw (HC MVD), Siarheï Zadzialyonaw (Dinamo Minsk), Kanstantsin Zakharaw (Dinamo Minsk)[5].

- Entraîneur : Mikhail Zakharaw.

- Blessés  : Andreï Antonaw (HK Chahtsyor Salihorsk), Andreï Bachko (HK Chahtsyor Salihorsk), Vadzim Souchko (Chakhtar Salihorsk), Aliaksandr Syreï (HK Chahtsyor Salihorsk), Mikhail Hrabowski (Maple Leafs de Toronto), Andreï Kastsitsyne (Canadiens de Montréal).

### Patinage de vitesse
- Svetlana Radkevich

### Ski acrobatique
Hommes
- Dmitri Dashinski
- Alexei Grishin
- Anton Kushnir
- Timofei Slivets

Femmes
- Assoli Slivets
- Alla Tsuper

### Ski alpin
- Lizaveta Kuzmenka
- Maria Shkanova

### Ski de fond
- Sergei Dolidovich
- Leanid Karneyenka
- Nastassia Dubarezava
- Ekaterina Rudakova
- Alena Sannikova
- Olga Vasiljonok

## Diffusion des Jeux en Bielorussie
Les Biélorusses peuvent suivre les épreuves olympiques en regardant les chaînes BTRC et LAD, ainsi que sur le câble et le satellite sur Eurosport. Eurosport et Eurovision permettent d'assurer la couverture médiatique biélorusse sur Internet.